# Freebie marketing

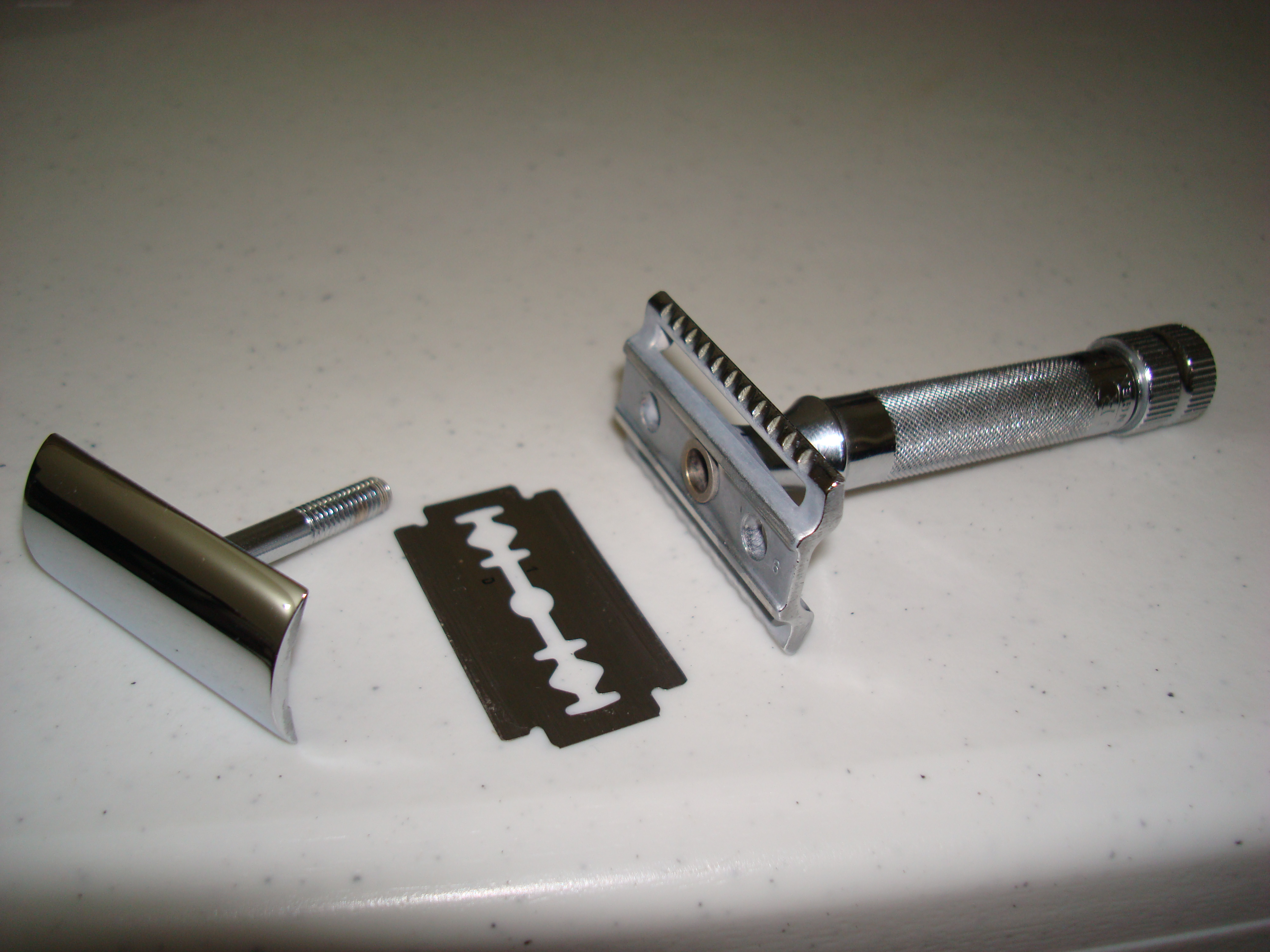
Los dos componente del Freebie marketing : Hoja y mango.

El freebie marketing, también conocido como modelo de negocio de las hojas y maquinilla de afeitar, es un modelo de negocios en el que un artículo se vende a un precio bajo (o se regala) para aumentar las ventas de un bien complementario, como impresoras para los cartuchos de tinta, los teléfonos móviles para los contratos de servicios, o el software para ciertas consolas de videojuegos. Este tipo de marketing es diferente de otros tipos como por ejemplo el marketing de muestra gratis, ya que estas últimas no dependen ni de "productos matriz" (impresoras o consolas) ni de "servicios complementarios" (suscripción telefónica móvil).
Aunque King Camp Gillette, el inventor de la maquinilla de afeitar de un solo uso y fundador de la Compañía Gillette Safety Razor, está ampliamente reconocido como introductor de este sistema, Gillette, de hecho, no fue realmente el origen de este modelo.

## Desarrollo
La historia dice que el gran hallazgo de Gillette fue que se dio cuenta de que una hoja de afeitar de un solo uso, no sólo sería conveniente, sino que también generaría un flujo de ingresos continuo. Para fomentar esta corriente, la máquina de afeitar se vendería a un precio artificialmente bajo para crear el mercado de las hojas. Aunque, de hecho, las maquinillas de afeitar Gillette eran relativamente caras cuando se introdujeron, el precio bajó después de que sus patentes expiraran: fueron sus competidores los que inventaron el modelo de máquinas de afeitar-y-hojas

## Problemas
El modelo de comercialización regalo de promoción se puede ver amenazado si el precio de los consumibles de alto margen en cuestión cae debido a la competencia. Para que el mercado de regalo de promoción tenga éxito, la empresa debe tener un monopolio efectivo sobre los bienes correspondientes. (Mercado de dumping para anular a un competidor más pequeño.) No obstante esto puede hacer que la práctica sea ilegal.

## Aspectos legales
Diferentes prácticas de regalos de promoción pueden ser vistas como contrarias a la competencia. Por ejemplo, Microsoft fue acusado de la liberación de Internet Explorer sin coste para ganar el mercado a Netscape ( ver Caso Estados Unidos contra Microsoft ).